# Cheilosia griseifacies
Cheilosia griseifacies är en tvåvingeart som beskrevs av Ante Vujic 1994. Cheilosia griseifacies ingår i släktet örtblomflugor, och familjen blomflugor. Inga underarter finns listade i Catalogue of Life.